# Electrecord

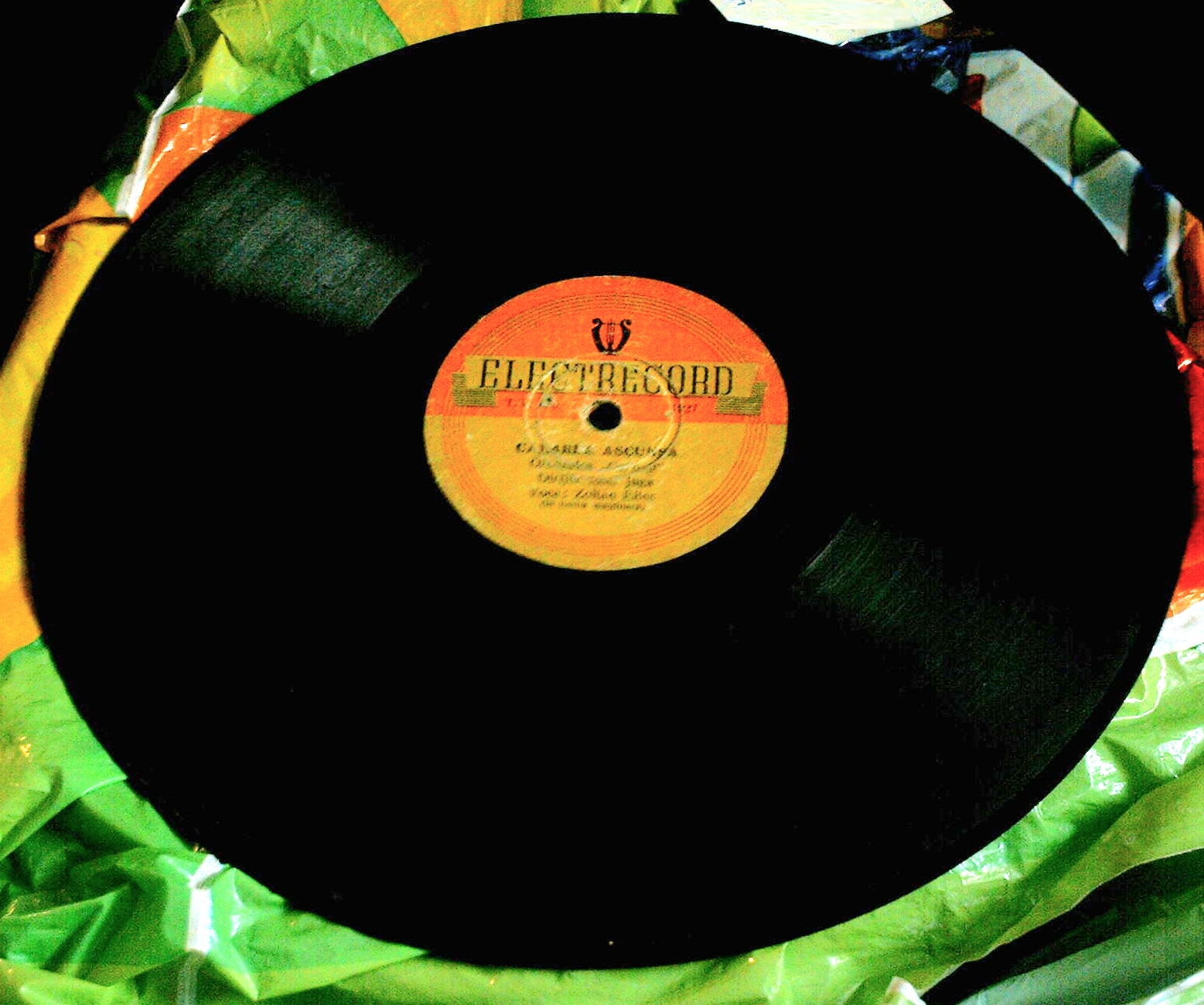
Un disco Electrecord in ebanite del 1955.

La Electrecord è una società di edizioni musicali nata nel 1932, fino a poco tempo fa una della più importanti etichette discografiche rumene.

## Storia
Non avendo uno studio di registrazione proprio, la Electrecord inizia l'attività con la semplice copia dei dischi prodotti all'estero, specialmente dall'azienda tedesca Kristall. 5 anni dopo, nel 1937, ne è capace di usare i mezzi propri, tanto da arrivare ad una tiratura di 70 000 dischi annui nel periodo 1939-1940. I suoi servizi vengono messi a disposizione della radio rumena, del Ministero della Propaganda, della UCMR ("Società dei Compositori Rumeni"), delle filiali locali delle case di produzione Columbia e Odeon.
Nel 1948 la società viene nazionalizzata, il macchinario e le tecnologie modernizzate. Cresce la tiratura, dal 1956, assieme ai dischi di ebanite, appaiono i dischi in vinile, che dal 1967 vengono usati in modo esclusivo. Vengono fatti i primi tentativi tecnici di stereofonia.
Negli anni settanta la qualità delle registrazioni migliora, si iniziano a produrre decine di migliaia di copie mensili, ma ancora lontanissime dalle cifre ottenute nel occidente. Viene usato un nuovo studio chiamato Tomis dal nome dalla sala cinematografica che si trova nello stabile.
Dopo l'apice delle tirature degli anni ottanta (6-7 milioni di copie annuali), dal 1990 la società entra in declino per mancanza di richieste dal mercato. Nel 2002 Electrecord ha avuto una cifra di affari di 2,16 milioni di RON ed un profitto netto di 105.000 RON. Nel 2003 i dipendenti dell'azienda hanno prelevato dallo stato il 59,76% delle azioni Electrecord.
Hanno pubblicato con Electrecord solisti e gruppi di musica classica, jazz, rock o folk autoctono. Tra gli artisti di musica popolare troviamo: il coro Madrigal, Maria Tănase, Ionela Prodan, Mirabela Dauer, Dan Spătaru, Phoenix, Valeriu Sterian, Iris, Compact e altri.

## Artisti prodotti di musica classica
- Lola Bobescu, violinista
- George Enescu, violinista, pianista e compositore
- Silvia Marcovici, violinista
- Virginia Zeani, soprano
- Dimitrie Cuclin, compositore

### Pianisti
- Dinu Lipatti
- Radu Lupu
- Svjatoslav Richter

### Direttori d'orchestra
- Cornelia Andreescu
- Teodor Carțiș
- Marin Constantin
- Nestor Gheorghiu
- Nathan Mischonzniki
- Grigore Petreanu
- Constantin Silvestri
- Vasile Șirli

## Artisti prodotti di musica leggera
- Aura Urziceanu
- Angela Similea

## Artisti prodotti di musica tradizionale
- Maria Ciobanu
- Ioana Radu
- Romica Puceanu
- Ileana Sărăroiu
- Gabi Luncă

## Artisti prodotti di musica folk
- Tudor Gheorghe
- Ștefan Hrușcă

## Gruppi musicali prodotti
- Holograf
- Compact